# Lifeplus Wahoo
Lifeplus Wahoo er et cykelhold for kvinder, baseret i Storbritannien. Holdet blev etableret i 2016.

## Holdet

### 2024
| Trup 2024              | Trup 2024          | Trup 2024                                   | Trup 2024 |
| Rytter                 | Fødselsdag         | Seneste hold                                |           |
| ---------------------- | ------------------ | ------------------------------------------- | --------- |
| Kristýna Burlová       | 25. marts 2002     | Lotto Dstny Ladies (2023)                   |           |
| Heidi Franz            | 14. januar 1995    | DNA Pro Cycling (2023)                      |           |
| Alicia González Blanco | 27. maj 1995       | Movistar Team (2023)                        |           |
| Ella Harris            | 18. juli 1998      | Canyon-SRAM Racing (2022)                   |           |
| Ella Jamieson          | 27. januar 2005    |                                             |           |
| Eluned King            | 1. august 2002     |                                             |           |
| Madelaine Leech        | 4. maj 2003        | Cams Basso (2022)                           |           |
| Kate Richardson        | 12. september 2002 |                                             |           |
| Kaja Rysz              | 10. april 1999     | Atom Deweloper-Posciellux.pl-Wrocław (2022) |           |
| Karin Söderqvist       | 31. juli 2003      | Watersley R&D Cycling Team (2022)           |           |
| Babette van der Wolf   | 29. april 2004     |                                             |           |
|                        |                    |                                             |           |
| Kilde: ProCyclingStats |                    |                                             |           |

### 2023
| Trup 2023                             | Trup 2023          | Trup 2023                                   | Trup 2023 |
| Rytter                                | Fødselsdag         | Seneste hold                                |           |
| ------------------------------------- | ------------------ | ------------------------------------------- | --------- |
| Ella Harris                           | 18. juli 1998      | Canyon-SRAM Racing (2022)                   |           |
| Eluned King                           | 1. august 2002     |                                             |           |
| Typhaine Laurance                     | 28. august 1998    | Arkéa Pro Cycling Team (2022)               |           |
| Madelaine Leech                       | 4. maj 2003        | Cams Basso (2022)                           |           |
| Marija Novolodskaja (1. jan.–1. jul.) | 28. juli 1999      | UAE Team ADQ (2022)                         |           |
| Kate Richardson                       | 12. september 2002 |                                             |           |
| Kaja Rysz                             | 10. april 1999     | Atom Deweloper-Posciellux.pl-Wrocław (2022) |           |
| Karin Söderqvist                      | 31. juli 2003      | Watersley R&D Cycling Team (2022)           |           |
| April Tacey                           | 12. oktober 2000   | Brother UK-Tifosi-Onform (2019)             |           |
| Babette van der Wolf                  | 29. april 2004     |                                             |           |
| Margaux Vigie                         | 21. juli 1995      | Valcar-Travel & Service (2022)              |           |
| Ella Wyllie                           | 1. september 2002  | Parkhotel Valkenburg (2022)                 |           |
|                                       |                    |                                             |           |
| Kilde: ProCyclingStats                |                    |                                             |           |